# 융춘 라오추
융춘 라오추(중국어: 永春老醋, 병음: Yǒngchūn lǎo cù, 한자음: 영춘 노초) 또는 푸젠 훙취추(중국어 간체자: 福建红曲醋, 정체자: 福建紅麴醋, 병음: Fújiàn hóng qū cù, 한자음: 복건 홍곡초/홍국초)는 중국의 식초이다. 검은 빛을 띠는 흑식초의 하나이며, 찹쌀을 주재료로 하는 쌀식초이다. 발효 시에 훙취(홍국)라 불리는 붉은 취(누룩)가 사용된다. 푸젠성 융춘현에서 생산된다. 라오추(중국어: 老醋, 병음: lǎo cù, 한자음: 노초), 융춘추(중국어: 永春醋, 병음: Yǒngchūn cù, 한자음: 영춘초), 훙취추(중국어 간체자: 红曲醋, 정체자: 紅麴醋, 병음: hóng qū cù, 한자음: 홍곡초/홍국초), 우추(중국어 간체자: 乌醋, 정체자: 烏醋, 병음: wū cù, 한자음: 오초)로도 불린다.

## 같이 보기
- 산시 라오천추
- 쓰촨 바오닝추
- 전장 샹추